# Louis Caillemer
Pour les articles homonymes, voir Caillemer.
Louis Caillemer, né à Carentan le 8 décembre 1764, mort à Saint-Lô le 5 septembre 1827, est un officier de cavalerie français du Premier Empire.

## Biographie
Louis Caillemer naquit à Carentan le 8 décembre 1764.
Louis Caillemer est le fils de Jean François Léonor Caillemer (Carentan, 2 décembre 1730 - ✝ Carentan, 25 octobre 1781), procureur au bailliage de Carentan et associé d'une société de négoce de bestiaux sur le ferage de Carentan et de Louise Françoise Elisabeth, fille de Charles Ferrand, sieur des Landelles, greffier aux bailliage et vicomté de Carentan.
De 1786 à 1791, Louis Caillemer est receveur du contrôle pour la commune de Prétot-Sainte-Suzanne. À cette époque, pour se distinguer de son frère ainé Charles François Louis Caillemer, il est surnommé Caillemer-Amyot.
Engagé volontaire le 5 juin 1792, lieutenant au 3e bataillon de la Manche le 11 août suivant, il passa au 1er régiment de chasseurs à cheval le 10 juin 1793. Il fut atteint d'un coup de feu à la jambe gauche le 18 novembre 1793, à l'attaque de la grande redoute de la forêt de Haguenau, étant aide de camp du général de division Burey, tué dans cette affaire.
Louis Caillemer devint capitaine le 24 mars 1795. Il fit campagne aux armées de la Moselle, de Sambre-et-Meuse et du Rhin mais fut réformé le 19 juin 1798.
Affecté au 1er régiment de chasseurs le 22 juin 1801, il était au camp de Montreuil quand il fut nommé aide de camp du général de division Marchand le 6 janvier 1804. Il allait faire avec ce général les campagnes de la Grande Armée et celle d'Espagne.
Chef d'escadron depuis le 5 septembre 1806, il passa au 26e chasseurs le 18 mars 1807.
Blessé au printemps 1809, à l'attaque de Manzanares en Espagne. "Son cheval ayant été culbuté à la tête de la colonne par le feux de l'infanterie, 800 chevaux lui sont passés sur le corps, lui ont brisé l'épaule droite et rompu la jambe gauche à deux endroits."
Commandant le 26e chasseurs à la bataille de Talaveyra, il détruisit à la tête de ce corps le 23e régiment de dragons anglais (23rd Light Dragoons). À la même époque il prit, avec cinquante cavaliers, la ville de Lodosa sur l'Èbre, défendue par une compagnie de dragons du régiment de Bourbon, en vue de l'ennemi qui campait sur une élévation voisine. À la bataille d'Almonacid, dans la province de la Manche, il entama le premier la charge contre la cavalerie espagnole, forte de 3 000 chevaux, culbuta, avec son escadron, dont l'effectif était de 80 cavaliers, le régiment de Grenade-dragons, tua de sa main le major du corps et s'empara de 14 pièces de canon, qu'il remit toutes attelées au roi d'Espagne Joseph Bonaparte.

Malgré cette initiative, Louis Caillemer voyait la guerre d'Espagne avec découragement. On en trouve la preuve dans une lettre qu'il adressait de Madrid, en novembre 1809, à l'un de ses anciens camarades retiré à Carentan. 

« Nous sommes toujours, mon cher Blondel dans l'attente de l'empereur avec des forces supérieures pour terminer cette désagréable guerre qui ne finira pas sans cela ; nous avons bien battu les armées combinées, mais cela ne détruit pas les bandes d'assassins répandues sur toute la surface du royaume. »

Major en second le 8 février 1813, il fut nommé adjudant-commandant le 8 août suivant.
Légionnaire depuis le 14 mars 1805, Louis Caillemer fut créé officier de la Légion d'honneur le 11 décembre 1809 et chevalier de l'Empire avec majorat héréditaire en Westphalie par lettres patentes du 10 avril 1811.
Il était en non activité le 20 mars 1815 lorsqu'il fut appelé, comme chef d'état-major, à la 3e division de cavalerie du général Reille. Nommé adjudant-général peu de jours avant la bataille de Waterloo, il commandait une brigade de cuirassiers de la division Watiez dans cette sanglante journée. En chargeant à la tête d'une brigade de cuirassiers qu'il commandait, il eut l'œil droit emporté par un coup de feu dont la balle pénétra dans l'orbite et sortit par la fosse temporale au-dessus de l'oreille. Dans cet état, fait prisonnier par les Anglais, il fut conduit par eux à l'hôpital Saint-Jean de Bruxelles, où il se guérit de cette affreuse blessure.
Admis à la retraite le 2 mars 1816 après 23 ans de service, 18 campagnes et de nombreuses blessures, Louis Caillemer mourut à Saint-Lô le 5 septembre 1827, à l'âge de 63 ans.

### Vie familiale
Il eut un fils, Louis Charles Urbain Caillemer, médecin-major de 1re classe au 12e régiment d'artillerie à Grenoble, chevalier de la Légion d'honneur.

## État de service
- Engagé volontaire (5 juin 1792) ;
- Lieutenant au 3e bataillon de la Manche (11 août 1792) ;
- Lieutenant au 1er régiment de chasseurs à cheval (10 juin 1793) ;
- aide de camp du général de division Burey ;
- Capitaine (24 mars 1795) ;
- Réformé (19 juin 1798) ;
- Affecté au 1er régiment de chasseurs à cheval (22 juin 1801) ;
- aide de camp du général de division Marchand (6 janvier 1804) ;
- Chef d'escadron (5 septembre 1806) ;
- Chef d'escadron au 26e régiment de chasseurs à cheval (18 mars 1807) ;
- Major en second (8 février 1813) ;
- Adjudant-commandant (8 août 1813) ;
- Mis en non-activité (20 mars 1815) ;
- Chef d'état-major à la 3e division de cavalerie du général Reille (Cent-Jours) ;
- Adjudant-général (juin 1815) ;

## Campagnes
- Armée de la Moselle :
  - Attaque de la grande redoute de la forêt de Haguenau;
- Armée de Sambre-et-Meuse ;
- Armée du Rhin
- Camp de Montreuil ;
- Campagnes de la Grande Armée ;
- Campagne d'Espagne :
  - Bataille de Talavera, prise de Lodosa, bataille d'Almonacid ;
- Campagne de Belgique (1815) :
  - Bataille de Waterloo

## Faits d'armes
- À la tête du 26e régiment de chasseurs à cheval, il détruisit le 23e régiment de dragons anglais (23rd Light Dragoons) à la Bataille de Talavera ;
- Il prit, avec cinquante cavaliers, la ville de Lodosa sur l'Èbre, défendue par une compagnie de dragons du régiment de Bourbon, en vue de l'ennemi qui campait sur une élévation voisine ;
- Bataille d'Almonacid.

## Blessures
- Atteint d'un coup de feu à la jambe gauche lors de l'attaque de la grande redoute de la forêt de Haguenau ([18 novembre 1793) ;
- 800 chevaux passèrent sur son corps, lui brisant l'épaule droite et la jambe gauche à Manzanares (1809) ;
- À Waterloo, il eut l'œil droit emporté par un coup de feu dont la balle pénétra dans l'orbite et sortit par la fosse temporale au-dessus de l'oreille.

## Décorations
- Légion d'honneur :
  - Légionnaire (14 mars 1805)
  - Officier de la Légion d'honneur (11 décembre 1809).

## Titres
- Chevalier de l'Empire (lettres patentes du 10 avril 1811).

## Règlement d'armoiries
« D'azur au cheval galopant d'argent surmonté d'un globe du même sommé à senestre d'un fer de lance d'argent, soutenu d'une champagne de gueules chargée du signe des chevaliers légionnaires., »